# L'Aérophile
Pour les articles homonymes, voir Aérophile.
L’Aérophile est une revue aéronautique française publiée de 1893 à 1947. Elle est considérée comme la plus ancienne revue aéronautique mondiale. À partir de 1898, elle devient la revue officielle de l'Aéro-Club de France.

## Histoire
Fondée et dirigée par Georges Besançon, L'Aérophile se définissait comme une revue technique et pratique des locomotions aériennes. Entre 1893 et 1894, elle est associée à l'Union aérophile de France. À partir de la fin de 1898, la revue devint la publication officielle de l’Aéro-Club de France. Au cours des dernières années de parution, elle fut également la publication officielle de l'Association des anciens élèves de l'École nationale supérieure de l'aéronautique. Son premier secrétaire-général fut Georges Bans, également aéronaute amateur.